# موزارت في إيطاليا

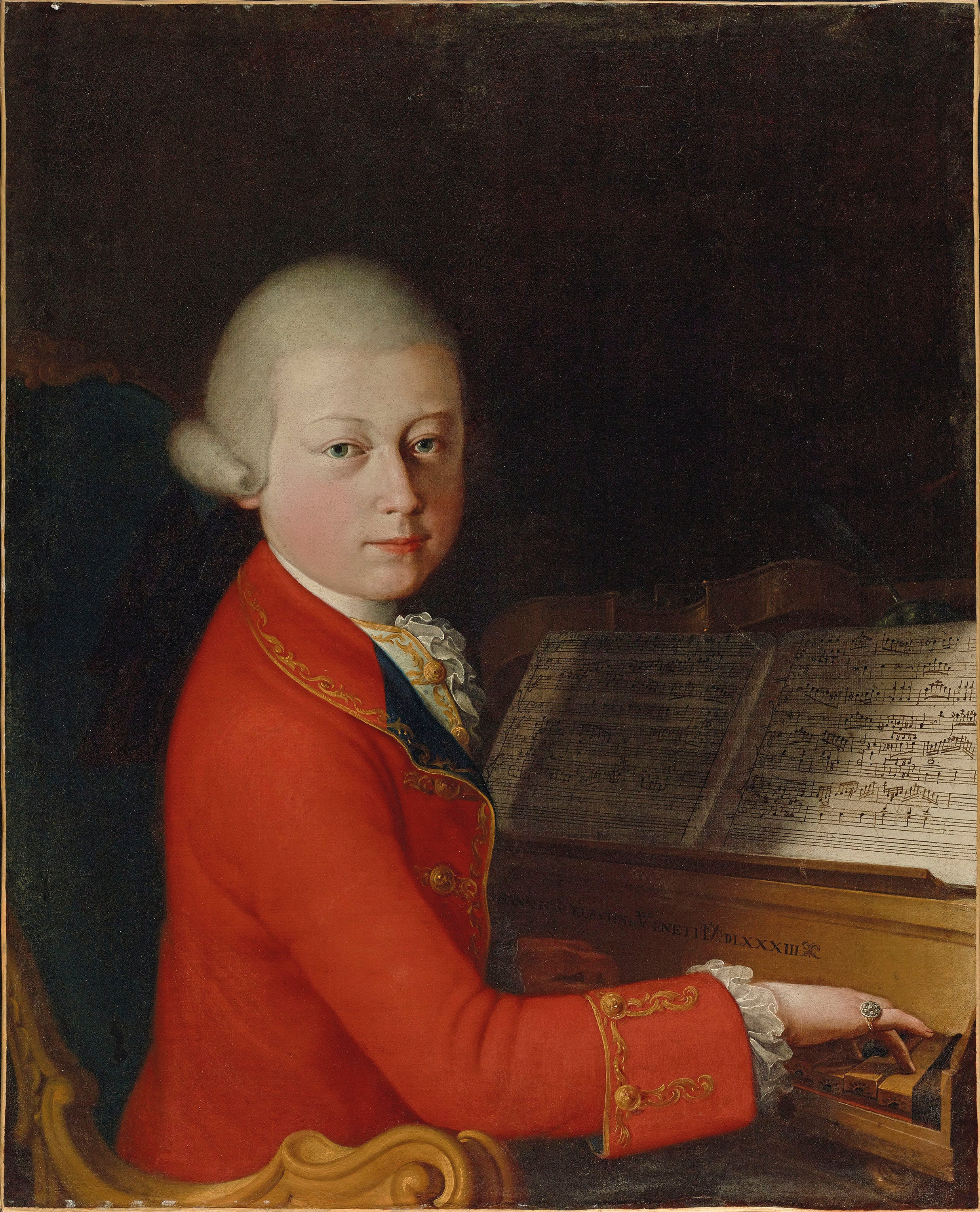
صورة شخصية لموزارت، البالغ من العمر 14 عاما، في فيرونا، 1770، للرسام سافيريو دللا روزا (1745-1821)

بين عامي 1769 و 1773، قام الشاب فولفغانغ أماديوس موزارت ووالده ليوبولد موزارت بثلاث رحلات إيطالية. كانت الأولى جولة طويلة لـ 15 شهرا، تم تمويلها من العروض المقامة للنبلاء والحفلات العامة، واقيمت في المدن الإيطالية الأكثر أهمية. وكانت الرحلات الثانية والثالثة لميلان، حيث كلف فولفغانغ في الزيارة الأولى باستكمال الأوبرات هناك. من منظور التنمية الموسيقية لوولفغانغ، أبدت الرحلات نجاحا كبيرا، ولقيت مواهبه الاعتراف والتقدير الذي اشتمل على لقب فارس وعضوية في مجتمعات أوركسترا الرائدة.